# 烏古論鎬
乌古论镐（？—1234年），金朝末年将领，女真族。姓乌古论，本名栲栲，东北路招讨司人。
乌古论镐由护卫出身，累官至庆阳总管。天兴元年（1232年），担任蔡州、息州、陈州、颍州等州便宜总帅。天兴二年（1233年），金哀宗逃往归德府（今河南商丘市），乌古论镐运去四百余斛粮，请哀宗迁至蔡州（今河南汝南县）。派遣蔡州、息州军马迎接哀宗。同年七月，以乌古论镐为御史大夫，兼总帅，权参知政事。治州有方，守蔡州，门禁甚严。因不能满足哀宗近侍的索取，被娄室诬陷，于是极少受哀宗召见，忧愤郁抑。经右丞完颜仲德为他申辩，以御史大夫权参知政事。九月，蒙古军围蔡州，乌古论镐奉命守南面。天兴三年（1234年），城破被俘，蒙古令他招降息州，未成功，被杀。 